# Michel Peyrelon
Michel Peyrelon est un acteur et metteur en scène français, né le 10 octobre 1936 au Puy-en-Velay (Haute-Loire) et mort le 4 juin 2003 dans le 13e arrondissement de Paris.

## Biographie
Il a débuté au théâtre chez Jean Vilar en 1959 et au cinéma en 1963 dans Les Vierges. Mais c'est en tournant sous la direction d'Yves Boisset avec des films comme R.A.S. ou Dupont Lajoie, qu'il est remarqué. On le voit alors dans de nombreux rôles secondaires, où il interprète souvent des personnages antipathiques ou inquiétants.
Il apparaît entre autres dans Les Valseuses ou Miss Mona pour le cinéma et Commissaire Moulin ou Arsène Lupin pour la télévision.
Il fait l'une de ses dernières apparitions à l'écran dans Les Visiteurs.
Il meurt à l'hôpital de la Pitié-Salpêtrière (Paris 13e) le 4 juin 2003 à l'âge de 66 ans. Il fait don de son corps à la science et ses cendres sont inhumées dans la fosse commune du cimetière parisien de Thiais, dédiée à tous ceux qui ont donné leur corps à la science, auprès de Bernard Blier. Son nom figure sur la sépulture familiale située au cimetière du Nord du Puy-en-Velay.

## Filmographie

### Cinéma

#### Longs métrages
- 1955 : Razzia sur la chnouf de Henri Decoin: le copain homo de Jo
- 1963 : Les Vierges de Jean-Pierre Mocky (non crédité)
- 1965 : Un mari à prix fixe de Claude de Givray
- 1970 : Vertige pour un tueur de Jean-Pierre Desagnat : Jean
- 1970 : Un condé d'Yves Boisset : un inspecteur
- 1971 : Les Dernières Heures d'une vierge de Tadeusz Matuszewski (pl) : Ivan Révol
- 1971 : Biribi de Daniel Moosmann : Barnoux
- 1971 : Un beau monstre de Sergio Gobbi
- 1971 : Valérie de Tadeusz Matuszewski (pl) - INÉDIT
- 1972 : La Part des lions de Jean Larriaga : David
- 1972 : Docteur Popaul de Claude Chabrol : Joseph
- 1972 : La Scoumoune de José Giovanni : l'élégant
- 1973 : Le Fils de Pierre Granier-Deferre : le fils du Père Joseph
- 1973 : R.A.S. d'Yves Boisset : lieutenant Keller
- 1973 : L'Affaire Crazy Capo de Patrick Jamain : Albani
- 1973 : Rude Journée pour la reine de René Allio : Georges
- 1974 : Les Valseuses de Bertrand Blier : le docteur
- 1974 : Un nuage entre les dents de Marco Pico : Bobby Pilon
- 1974 : Les Seins de glace de Georges Lautner : Albert
- 1975 : Folle à tuer d'Yves Boisset : Walter
- 1975 : Dupont Lajoie d'Yves Boisset : Albert Schumacher
- 1975 : Le Chat et la Souris de Claude Lelouch : Germain
- 1975 : Le Faux-cul de Roger Hanin : Dumas
- 1975 : Véronique ou l'été de mes 13 ans de Claudine Guilmain : Jean, le parrain
- 1975 : Adieu poulet de Pierre Granier-Deferre : Roger
- 1976 : Le Bon et les Méchants de Claude Lelouch : le présentateur du défilé de mode
- 1976 : Calmos de Bertrand Blier : le P.D.G.
- 1976 : Les Œufs brouillés de Joël Santoni : le ministre de l'agriculture
- 1977 : L'Imprécateur de Jean-Louis Bertuccelli : Bourdon, le monsieur de l'autobus
- 1978 : Dora et la lanterne magique de Pascal Kané : le sultan Barakha
- 1978 : One, Two, Two : 122 rue de Provence de Christian Gion : Carbone
- 1978 : Ils sont fous ces sorciers de Georges Lautner : Docteur Liebenstein
- 1978 : Les réformés se portent bien de Philippe Clair : Capitaine Pichet
- 1978 : Un professeur d'américain de Patrick Jeudy : l'homme
- 1979 : Ces flics étranges venus d'ailleurs de Philippe Clair : le salaud respectable
- 1979 : Les Égouts du paradis de José Giovanni : Pierre
- 1979 : Flic ou voyou de Georges Lautner : Camille
- 1979 : Le Gagnant de Christian Gion : le détective
- 1979 : Gros-Câlin de Jean-Pierre Rawson : le commissaire
- 1980 : Rendez-moi ma peau de Patrick Schulmann : Jodikan
- 1980 : Tusk d’Alejandro Jodorowsky : Shakley
- 1982 : Plus beau que moi, tu meurs de Philippe Clair : Zaïtsev
- 1982 : Transit de Takis Candilis - Inédit
- 1982 : Xueiv de Patrick Brunie - Inédit
- 1982 : Anton Muse de Philippe Setbon - court métrage -
- 1983 : Flics de choc de Jean-Pierre Desagnat : Jean-Philippe Lamblin
- 1984 : Le Cowboy de Georges Lautner : Georges Solitzer
- 1984 : Drôle de samedi (Samedi samedi) de Bay Okan : le dentiste
- 1984 : Retenez-moi... ou je fais un malheur ! de Michel Gérard : Franz
- 1984 : La Femme ivoire de Dominique Cheminal : le brigadier
- 1984 : Notre histoire de Bertrand Blier : un voisin
- 1985 : Drôle de samedi de Tunç Okan : le dentiste
- 1986 : Suivez mon regard de Jean Curtelin : un intervenant à l'aéroport
- 1987 : La Vie dissolue de Gérard Floque de Georges Lautner : Emilio
- 1987 : Miss Mona de Mehdi Charef : le tatoueur
- 1988 : Camomille de Mehdi Charef : Jo
- 1988 : Mon ami le traître de José Giovanni : Ibrana
- 1989 : Radio Corbeau de Yves Boisset : Vinatier, le second adjoint du maire
- 1990 : Feu sur le candidat d'Agnès Delarive : le contact 'cure-dents'
- 1991 : Les Sept Péchés capitaux de Yvan Le Moine, dans le sketch : La pureté, plus un autre sketch.
- 1992 : Un vampire au paradis d'Abdelkrim Bahloul : le vrai psychiatre
- 1992 : Une journée chez ma mère de Dominique Cheminal : Lemercier
- 1992 : Justinien Trouvé ou le Bâtard de Dieu de Christian Fechner : le préfet des mœurs
- 1993 : Les Visiteurs de Jean-Marie Poiré : Édouard Bernay
- 1995 : Le Grand Blanc de Lambaréné de Bassek Ba Kobhio : Lacaze
- 1996 : Le Plus Beau Métier du monde de Gérard Lauzier : le commissaire de police
- 1997 : Le Nain rouge de Yvan Le Moine : D'Urbino

#### Courts métrages
- 1982 : Anton Muze de Philippe Setbon
- 1984 : Le Voyage d'Antoine de Christian Richelme : Barrie
- 1997 : À fond la caisse de Vincent Rivier : le père
- 1999 : La Bonne Adresse de Gérard Goldman
- 2000 : Trois petits monstres et puis s'en va de Vincent Weil : le Marabout
- 2002 : Merguez, panini, kebab, jambon beurre de Stéphanie Aubriot et Nicolas Acker

### Télévision
- 1967 : Au théâtre ce soir : Topaze de Marcel Pagnol, mise en scène Marcelle Tassencourt, réalisation Pierre Sabbagh, Théâtre Marigny
- 1969 : Fortune (série)  : William Radford
- 1973 : Arsène Lupin - épisode Herlock Sholmes lance un défi : le général d'infanterie
- 1975 : Plus amer que la mort
- 1975 : Splendeurs et misères des courtisanes : le juge Camusot
- 1977 : Commissaire Moulin - épisode Marée Basse
- 1977 : Un été albigeois
- 1978 : Les Héritiers - épisode Le Codicille
- 1978 : Jean-Christophe (série)
- 1978 : Le Rabat-joie
- 1978 : Aurélien
- 1978 : Messieurs les ronds-de-cuir de Daniel Ceccaldi : Letondu, Le Fou
- 1978 : Sam et Sally de Nicolas Ribowski, épisode : Lili : le commissaire Guérin
- 1978 : Sam et Sally de Nicolas Ribowski, épisode : Week-end à Deauville : le commissaire Guérin
- 1979 : L'Orange amère
- 1979 : Aujourd'hui deux femmes
- 1979 : L'Éclaircie
- 1979 : Une femme dans la ville
- 1980 : Le Nœud de vipères de Jacques Trébouta
- 1980 : Fantômas - segment : L'étreinte du diable : le docteur Hansen
- 1980 : Roman du Samedi - Le Coffre et le Revenant
- 1981 : Roman du samedi - La mémoire des jeunes mariés
- 1981 : Henri IV de Jeannette Hubert
- 1981 : La Jeune Fille du premier rang
- 1982 : Julien Fontanes, magistrat de François Dupont-Midy, épisode : Une fine lame
- 1983 : Trois morts à zéro
- 1983 : La Vie de Berlioz
- 1984 : Disparitions - segment Double Fond
- 1984 : Manipulations
- 1984 : Rue Carnot
- 1985 : Pitié pour les rats de Jacques Ertaud : Duval
- 1985 : Le Regard dans le miroir
- 1986 : Catherine de Marion Sarraut : Georges de La Trémoille
- 1986 : Madame et ses flics de Roland-Bernard, épisode : Le Corbeau Informatique
- 1987 : Marc et Sophie (épisode 9 - A star is bone)  : Monsieur Jobin
- 1987 : L'Heure Simenon (1 épisode)
- 1987 : publicité Topy
- 1987-1989 : Marie Pervenche (2 épisodes) : Vincenzini
- 1988 : Les Mémés sanglantes
- 1988 : Sueurs froides épisode 12 : Black Mélo : Zuckman
- 1989 : M'as-tu-vu ? (1 épisode)
- 1989 : Le Masque (1 épisode)
- 1989 : La Comtesse de Charny de Marion Sarraut : Mirabeau
- 1989 : Le Grand Secret de Jacques Trébouta
- 1990 : Navarro (1 épisode)
- 1990 : Sniper
- 1990 : Deux flics à Belleville, téléfilm de Sylvain Madigan : Morel
- 2000 : L'Enfant de la honte, téléfilm de Claudio Tonetti :  Maître Rivet
- 2001 : Médée

## Théâtre

### Comédien
- 1959 : La Mort de Danton de Georg Büchner, mise en scène Jean Vilar, TNP Théâtre de Chaillot
- 1961 : Le Christ recrucifié de Níkos Kazantzákis, mise en scène Marcelle Tassencourt, Théâtre Montansier
- 1962 : Le Christ recrucifié de Níkos Kazantzákis, mise en scène Marcelle Tassencourt, Odéon-Théâtre de France
- 1963 : Andromaque de Racine, mise en scène Marcelle Tassencourt, Théâtre Montparnasse
- 1966 : Topaze de Marcel Pagnol, mise en scène Marcelle Tassencourt, Théâtre Hébertot
- 1967 : Andromaque de Racine, mise en scène Marcelle Tassencourt, Théâtre Montparnasse
- 1968 : Les archanges ne jouent pas au billard électrique de Dario Fo, mise en scène Georges Goubert, Comédie de l'Ouest, Théâtre national de Strasbourg
- 1968 : Il faut la balancer, cette dame de Dario Fo, mise en scène Georges Goubert, Comédie de l'Ouest
- 1981 : La Tempête de William Shakespeare, mise en scène François Barthélemy, Jean-Michel Déprats, François Marthouret, Théâtre Gérard Philipe
- 1986 : Don Carlos de Friedrich von Schiller, mise en scène Michelle Marquais, Festival d'Avignon, Théâtre de la Ville
- 1987 : Un Faust irlandais de Lawrence Durrell, mise en scène Jean-Paul Lucet, Théâtre des Célestins
- 1989 : La Bonne Mère de Carlo Goldoni, mise en scène Jacques Lassalle, Théâtre national de Strasbourg
- 1990 : Bérénice de Racine, mise en scène Jacques Lassalle, Théâtre national de Strasbourg
- 1991 : Bérénice de Racine, mise en scène Jacques Lassalle, Théâtre des Treize Vents, Nouveau théâtre d'Angers
- 1993 : Kleist de Jean Grosjean, mise en scène Jean Lacornerie, Festival de Poésie du Haut-Allier
- 1994 : Andromaque d'Euripide, mise en scène Jacques Lassalle, Festival d'Avignon
- 1994 : La Volupté de l'honneur de Luigi Pirandello, mise en scène Jean-Luc Boutté, Théâtre Hébertot, Théâtre de Nice
- 1995 : La Volupté de l'honneur de Luigi Pirandello, mise en scène Jean-Luc Boutté, Théâtre des Treize Vents, Théâtre de Bourg-en-Bresse, Théâtre des Célestins
- 1996 : L'Homme difficile d'Hugo von Hofmannsthal, mise en scène Jacques Lassalle, Théâtre national de la Colline
- 1996 : Slaves de Tony Kushner, mise en scène Jorge Lavelli, Théâtre national de la Colline
- 2000 : La Vie de Galilée de Bertolt Brecht, mise en scène Jacques Lassalle, Théâtre national de la Colline, Théâtre de la Croix-Rousse
- 2000 : Médée d'Euripide, mise en scène Jacques Lassalle, Festival d'Avignon
- 2001 : Médée d'Euripide, mise en scène Jacques Lassalle, Odéon-Théâtre de l'Europe
- 2002 : Quai Ouest de Bernard-Marie Koltès, mise en scène Jean-Christophe Saïs, Théâtre national de Strasbourg, TNT-Théâtre national de Toulouse Midi-Pyrénées, Théâtre de la Ville, Théâtre des Treize Vents

### Metteur en scène
- 1971 : L'Escalier de Silas de Geneviève Serreau, Théâtre du Vieux Colombier